# Silje Sprakehaug
Silje Sprakehaug (* 4. Februar 1991) ist eine ehemalige norwegische Skispringerin.
In ihrer ersten Saison 2005/06 im Continental Cup wurde sie in der Gesamtwertung 45. und im Ladies Grand Prix insgesamt 32. Ihr bestes Einzelergebnis im Continental Cup holte sie sich in der Saison 2007/08 mit zweimal Platz 16 in Heddal. Bei der Junioren-Weltmeisterschaft 2007 in Tarvisio belegte sie im Einzel Platz 24 und 2008 in Zakopane Platz 22. Bei der Junioren-WM 2009 in Štrbské Pleso erreichte sie im Einzel den 23. Platz. Bei den Norwegischen Junioren-Meisterschaften 2007 in Rena holte sie sich Silber auf der Normalschanze und bei den Norwegischen Meisterschaften 2008 in Trondheim auf der Großschanze Bronze.

## Erfolge
| Norwegische Junioren-Meisterschaften | Norwegische Junioren-Meisterschaften | Norwegische Junioren-Meisterschaften | Norwegische Junioren-Meisterschaften |
| ------------------------------------ | ------------------------------------ | ------------------------------------ | ------------------------------------ |
| Silber                               | 2007 Rena                            | Silber im Einzel Normalschanze       |                                      |

| Norwegische Meisterschaften | Norwegische Meisterschaften | Norwegische Meisterschaften    | Norwegische Meisterschaften |
| --------------------------- | --------------------------- | ------------------------------ | --------------------------- |
| Bronze                      | 2008 Trondheim              | Bronze im Einzel Großschanze   |                             |
| Bronze                      | 2011 Sprova                 | Bronze im Einzel Normalschanze |                             |